# Beleno
Beleno è una divinità protoceltica della luce (dal protoindoeuropeo *bʰel-, luce), uno dei maggiori e più influenti tra gli antichi dei europei per il quale si eseguivano sacrifici e riti collegati ai solstizi e perciò ai cicli solari dell'anno. Il teonimo è stato ritrovato su alcune iscrizioni scoperte in Italia nei pressi di Oulx e a Bardonecchia. Alcuni lo hanno accostato al dio Apollo della cultura mediterranea. La sua compagna era Belisma, dea del fuoco.

## Varianti
Beleno viene identificato con numerosi epiteti e varianti appartenenti alle diverse culture e lingue protoceltiche, tutte comunque derivate dalla radice bel-:
- Beli
- Belus
- Belinos
- Belinu
- Belinus
- Bellinus
- Belanos
- Belanus
- Belanu
- Belenos
- Belenu
- Belenus
- Belemnos
- Belemnus

## Etimologia
Beleno probabilmente significa l'equivalente di colui che è luminoso, o il dio luminoso. L'antichissima radice bel presente in molteplici protolinguaggi, secondo alcune fonti avrebbe il significato trascendentale di apparire dall'altro mondo e/o illuminazione dal mondo degli dei e successivamente stabilizzatosi in luce.

La radice è presente con significato di luce o luminoso in:
- bʰel- Proto-Indoeuropeo
- bëh- Proto-Nostratico
- bah- Proto-Afroasiatico
- bʰa- Sanscrito

Bel è altresì il dio primordiale della luce in medioriente, venerato sicuramente dai Sumeri a partire dal VI millennio a.C., e forse ancor prima sin dalla notte dei tempi della preistoria neolitica.

## Culto
Adorato dai Liguri, Iberi, Celti continentali e insulari

era noto per la sua influenza sulla luce solare e di conseguenza sull'agricoltura, sulla stagionalità, sulla temperatura, sull'allevamento e in pratica su ogni attività umana dell'epoca protostorica europea, sovrintendeva persino sull'illuminazione della psiche nell'accezione spirituale e mentale come guida alle innovazioni e invenzioni. Iscrizioni con il suo nome sono state rinvenute a sud dalla Gallia sia cisalpina sia transalpina e dall'Illiria fino alle isole britanniche a nord.
Da moltissime iscrizioni trovate in Aquileja, si rileva che il dio Beleono vi fosse onorato e che da questa città il culto fosse portato presso le nazioni della Norica. Dopo essere stato accolto in molti altri paesi, passasse finalmente nelle Gallie, ov'egli divenne una delle divinità maggiori degli Arverni.

## Ricorrenze
Alcuni miti celtici sembrano derivare dall'antico culto di questa divinità della luce, come ad esempio la festa rituale di Beltane, celebrata in primavera o per l'inizio della stagione luminosa, per ricordare la rinascita del dio della luce. Durante queste feste i druidi compivano alcuni rituali con falò e fuochi.
Per contro, la ciclica morte del dio della luce veniva ricordata con feste come Yule o Imbolc, intorno alla fine di dicembre e forse poi divenuto il natale cristiano, con riti corredati da piante sempreverdi (confrontare albero di natale e sempreverde) per sottolineare la simbologia della vita che continua, anche durante la morte della luce nel solstizio d'inverno.

## Tradizioni
La tradizione endemica europea di accendere fuochi e falò in occasione di festività primaverili o legate a equinozi e solstizi è la traccia indelebile degli antichissimi riti legati a Beleno. Viene spesso incontrato questo tipo di festività nelle zone rurali che tipicamente sono più legate alla ciclicità della luce naturale e che più attingono alle tradizioni come queste che affondano radici nella notte dei tempi protostorici se non addirittura preistorici. Per i molti riscontri analizzabili, queste festività dedicate a Beleno potevano essere ciò che poi è stato conosciuto come il Beltane celtico, la festività più importante di queste culture.

## Cultura moderna

### Toponomastica
Probabilmente la radice della località italiana Belluno e delle località irlandesi di Belfast, Belleek, Belau e Baal Hills, risale allo stesso etimo della divinità. Vanno poi ricordati alcuni toponimi come ad es. Beligna, una località a sud di Aquileia (prov. di Udine) in cui sorgeva un santuario di Apollo Belenus, soppiantato col tempo dal culto del santo cristiano Martino. Vale infine la pena rilevare (lo attesta il nome della nazione Bielorussia -Belarus- che significa Russia Bianca o della città di Belgrado Beli=bianco grad=città) la trasposizione luce-bianco propria delle lingue slave. Un'altra zona con località il cui nome è riconducibile a questa divinità è quella alpina, attorno all'area delle Alpi Retiche e Lepontine,  con in Svizzera la città di  Bellinzona, la valle di Blenio, che era chiamata Bellarnica o Bellanica  da Anonimo ravennate e da Guidone, in Italia  il paese di Bellano sul lago di Como,  e la località Beleno nella frazione di Cassino del comune di Cannero Riviera, sulla sponda piemontese del Lago Maggiore  .

### Onomastica
Belan/Belana/Belanu/Belanom è un nome personale sloveno, slovacco, ceco, serbo, croato, dove la radice bel/biel significa bianco (similmente al celtico luce).
Negli Stati Uniti d'America Belanus è un nome personale che si posiziona al 45909º posto della popolarità tra i nomi degli abitanti.

### Nei fumetti
Il grande pubblico conosce i nomi di Beleno e Belisma anche grazie ai fumetti di Asterix, in cui compaiono molte volte le esclamazioni "Per Belenos!" e "Per Belisama!".

### Nella musica
Il progetto black metal Burzum ha pubblicato nel 2010 l'album Belus, dedicato alla divinità.

### Belìn
L'intercalare belìn, tipico della lingua ligure anche nella variante belan, comunemente utilizzato dai liguri anche in italiano, sembra che abbia origine dal nome della divinità.